# Ewa Kulikowska
Ewa Kulikowska z domu Fiłonowicz (ur. 12 grudnia 1976 w Sokółce) – polska samorządowiec, polityk, burmistrz Sokółki od 2014.

## Życiorys

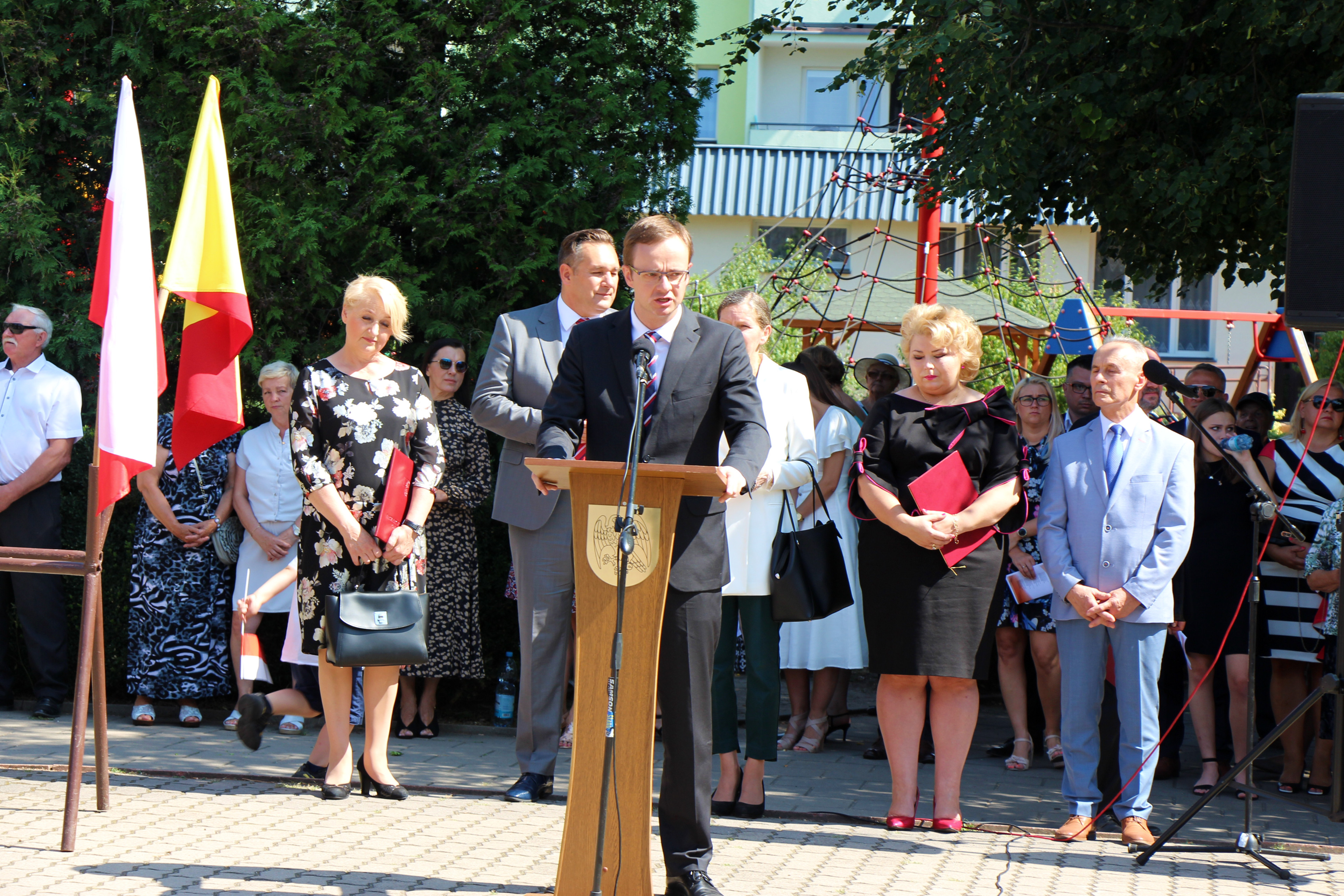
Ewa Kulikowska druga od prawej podczas obchodów Święta Wojska Polskiego w 2020 r.

Córka Franciszka i Henryki. Jest absolwentką Wydziału Prawa Uniwersytetu w Białymstoku i Europejskiego Studium Prawa i Procedur Unijnych. Ukończyła studia podyplomowe Psychologia w Biznesie w Wyższej Szkole Finansów i Zarządzania w Białymstoku.
W grudniu 2013 była doktorantką na Wydziale Nauk Politycznych Akademii Humanistycznej im. Aleksandra Gieysztora w Pułtusku.
Od 2004 pracowała w Urzędzie Marszałkowskim Województwa Podlaskiego w Białymstoku. W latach 2004–2007 zajmowała się polityką społeczną województwa podlaskiego, współpracą z osobami niepełnosprawnymi oraz z organizacjami pozarządowymi. Od połowy 2007 nadzorowała Wojewódzki Zarząd Melioracji i Urządzeń Wodnych w Białymstoku.
W wyborach samorządowych w 2010 z ramienia Polskiego Stronnictwa Ludowego uzyskała mandat radnej powiatu sokólskiego. W wyborach samorządowych w 2014 z ramienia PSL zdobyła mandat burmistrza Sokółki, zdobywając 4403 głosy. W wyborach samorządowych w 2018 skutecznie ubiegała się o reelekcję z ramienia KWW Ludowo-Chrześcijańskiego, zdobywając 6394 głosy. W kwietniu 2024 ponownie wybrana  burmistrzem Sokółki,  w maju tego roku,  zatrzymania przez CBA, prawomocnie zawieszona w czynnościach - termin końcowy nie został określony - przez Sąd Rejonowy w Białymstoku.